# Due uomini e un armadio
Due uomini e un armadio (Dwaj ludzie z szafa) è un cortometraggio del 1958 diretto da Roman Polanski.

## Trama
Due uomini emergono dal mare e trasportano un armadio. Iniziano a girare per la città per tentare di vendere il mobile. Maltrattati e perfino percossi, i ragazzi decidono di tornare indietro e inabissarsi.

## Produzione
Polanski realizza il cortometraggio durante i suoi studi presso la Scuola nazionale di cinema, televisione e teatro Leon Schiller di Łódź. Si auto-scrittura in un cameo, nella parte di un bullo armato (ruolo che poi verrà riproposto nel film Chinatown).
La copia originale è conservata presso la Biblioteca nazionale polacca.
Lo stile grottesco e sperimentale rimanda alla prima fase della filmografia del cineasta polacco (in particolare alla trilogia inglese).

## Riconoscimenti
- 1958 - San Francisco International Film Festival
  - Premio Golden Gate Award